# Hieracium acroleucum
Hieracium acroleucum là một loài thực vật có hoa trong họ Cúc. Loài này được Stenstr. mô tả khoa học đầu tiên năm 1889.